# Jörg Moukaddam
Jörg Moukaddam est un acteur allemand né à Berlin le 4 avril 1967.

## Biographie
Jörg Moukaddam débute en tant que technicien et ingénieur de sécurité, il débute comme acteur dans Bully sucht die starken Männer, il signe son plus grand succès dans Vic le Viking pour le rôle de Faxe dans l'adaptation cinématographique. Moukaddam vit à Berlin, est marié et père de trois enfants.

## Filmographie
- 2009: Bully sucht die starken Männer
- 2009: Vic le Viking
- 2009: Die Märchenstunde - Der verflixte Flaschengeist
- 2010: Topper gibt nicht auf
- 2011: Wickie auf großer Fahrt